# Jerzy Dąbrowski (polityk)
Jerzy Dąbrowski (ur. 20 maja 1941 w Komarnie lub Komarnie-Kolonii) – polski działacz partyjny i państwowy, w latach 1981–1984 I sekretarz Komitetu Wojewódzkiego PZPR w Zielonej Górze.

## Życiorys
Syn Franciszka i Janiny. Zdobył wykształcenie wyższe, w latach 1975–1978 odbywał studia doktoranckie w Wyższej Szkole Nauk Społecznych przy KC PZPR. Działał w Związku Młodzieży Polskiej i Związku Młodzieży Socjalistycznej. W 1959 wstąpił do Polskiej Zjednoczonej Partii Robotniczej, na początku lat 60. był instruktorem w komitecie PZPR w Pruszczu Gdańskim. Od 1966 związany z Wydziałem Rolnym Komitetu Wojewódzkiego PZPR w Zielonej Górze, gdzie doszedł do stanowiska kierownika (1973–1975). W 1978 został starszym instruktorem w Wydziale Rolnym i Gospodarki Żywnościowej w Komitecie Centralnym partii, od 1980 do 1981 był I sekretarzem Komitetu Zakładowego przy Ministerstwie Rolnictwa. Od 30 stycznia 1981 do 19 grudnia 1984 pełnił funkcję I sekretarza KW PZPR w Zielonej Górze (w 1983 uzyskał reelekcję, odszedł rok później po złożeniu rezygnacji). W latach 1986–1990 prezes Centralnego Związku Rolniczych Spółdzielni Produkcyjnych.